# Yosemite Village
Pour les articles homonymes, voir Yosemite.
Yosemite Village est un lieu-dit américain du comté de Mariposa, en Californie. Il est situé dans la vallée de Yosemite, dans le parc national de Yosemite. On y trouve notamment un bureau de poste et un musée, le Yosemite Museum.